# McKinney Acres
McKinney Acres est une census-designated place située dans le comté d'Andrews, dans l’État du Texas, aux États-Unis. Sa population s’élevait à 815 habitants lors du recensement de 2010.